# Rino Carboni
Rino Carboni conosciuto anche come Nino Carboni e Tonino Carboni (...) è un truccatore italiano.

## Biografia
È stato addetto al trucco di circa 20 film dal 1954 al 1990. Inoltre è stato il curatore degli effetti speciali nei film La notte dei dannati (1971) e I vivi invidieranno i morti (1976).
È conosciuto principalmente per essere stato il truccatore negli spaghetti-western diretti da Sergio Leone Per qualche dollaro in più (1965) e Il buono, il brutto, il cattivo (1966).
Inoltre ha collaborato con Federico Fellini per diversi suoi film.

## Filmografia parziale

### Truccatore
- Good bye Firenze (Arrivederci Firenze), regia di Rate Furlan (1958)
- Le bellissime gambe di Sabrina, regia di Camillo Mastrocinque (1958)
- La grande guerra, regia di Mario Monicelli (1959)
- Le notti di Lucrezia Borgia, regia di Sergio Grieco (1959)
- Il segno del Coyote, regia di Mario Caiano (1963)
- Per qualche dollaro in più, regia di Sergio Leone (1965)
- Il buono, il brutto, il cattivo, regia di Sergio Leone (1966)
- La resa dei conti, regia di Sergio Sollima (1966)
- Faccia a faccia, regia di Sergio Sollima (1967)
- Tre passi nel delirio, episodio Toby Dammit, regia di Federico Fellini (1968)
- Fellini Satyricon, regia di Federico Fellini (1969)
- I clowns, regia di Federico Fellini (1970)
- Brancaleone alle crociate, regia di Mario Monicelli (1970)
- La notte dei dannati, regia di Filippo Walter Ratti (1971)
- Roma, regia di Federico Fellini (1972)
- Amarcord, regia di Federico Fellini (1973)
- Il delitto Matteotti, regia di Florestano Vancini (1973)
- Storie scellerate, regia di Sergio Citti (1973)
- Amore amaro, regia di Florestano Vancini (1974)
- Luna nera, regia di Louis Malle (1975)
- Il Casanova di Federico Fellini, regia di Federico Fellini (1976)
- Prova d'orchestra, regia di Federico Fellini (1979)
- Il tamburo di latta (Die Blechtrommel), regia di Volker Schlöndorff (1979)
- La città delle donne, regia di Federico Fellini (1980)
- Bingo bongo, regia di Pasquale Festa Campanile (1982)
- E la nave va, regia di Federico Fellini (1983)
- Ginger e Fred, regia di Federico Fellini (1985)
- Yado (Red Sonja), regia di Richard Fleischer (1985)